# Luigi Alberto Colajanni
Luigi Alberto Colajanni (Bricherasio, 2 ottobre 1943) è un politico e scultore italiano, esponente del Partito Comunista Italiano, del Partito Democratico della Sinistra e dei Democratici di Sinistra e già parlamentare europeo.

## Biografia
Figlio di Pompeo Colajanni, nasce in Piemonte dove il padre era stato comandante partigiano.
Architetto. Cultore di storia dell'economia. Funzionario del PCI fu inviato prima alla federazione di Firenze e poi in quella di Palermo. È stato consigliere comunale a Palermo e Segretario regionale del PCI in Sicilia. Eletto deputato all'Assemblea regionale siciliana nel 1986.
È stato eletto deputato europeo alle elezioni del 1989, e poi riconfermato nel 1994, per le liste del PCI e del PDS, nella circoscrizione Isole. È stato presidente del Gruppo per la Sinistra Unitaria Europea e della Delegazione per le relazioni con il Consiglio legislativo palestinese; vicepresidente del Gruppo del Partito del Socialismo Europeo. È stato esponente del migliorismo.
Dopo l'esperienza nelle istituzioni si dedica all'arte e sue opere sono state esposte alla Biennale Internazionale d'Arte di Malindi, il MAGI '900 - Museo delle Eccellenze Artistiche e Storiche di Pieve di Cento (Bologna) e la Galleria Civica d'Arte Contemporanea di Casacalenda (Campobasso).
Nel 2008 ha suscitato sconcerto la sua dichiarazione di "fregarsene" delle violenze in Kenya, dove Colajanni ha una casa dove vive diversi mesi l'anno.
Ha pubblicato per Robin editore i romanzi Caldofreddo, e Il lamento del cornuto.